# British Empire Games 1950/Leichtathletik
Bei den British Empire Games 1950 in Auckland wurden in der Leichtathletik zwischen dem 4. und 11. Februar insgesamt 28 Wettbewerbe veranstaltet, davon 20 für Männer und acht für Frauen. Austragungsort war der Eden Park.

## Männer

### 100-Yards-Lauf
| Platz | Athlet          | Land | Zeit (s) |
| ----- | --------------- | ---- | -------- |
| 1     | John Treloar    | AUS  | 09,7     |
| 2     | Bill de Gruchy  | AUS  | 09,8     |
| 3     | Donald Pettie   | CAN  | 09,8     |
| 4     | Alastair Gordon | AUS  | 09,9     |
| 5     | Peter Henderson | NZL  | 09,9     |
| 6     | Clem Parker     | NZL  | 10,0     |

Finale: 4. Februar

### 220-Yards-Lauf
| Platz | Athlet          | Land | Zeit (s) |
| ----- | --------------- | ---- | -------- |
| 1     | John Treloar    | AUS  | 21,5     |
| 2     | David Johnson   | AUS  | 21,8     |
| 3     | Don Jowett      | NZL  | 21,8     |
| 4     | Alastair Gordon | AUS  | 21,9     |
| 5     | Donald Pettie   | CAN  | 21,9     |
| 6     | Clem Parker     | NZL  | 22,2     |

Finale: 9. Februar

### 440-Yards-Lauf
| Platz | Athlet          | Land | Zeit (s) |
| ----- | --------------- | ---- | -------- |
| 1     | Edwin Carr      | AUS  | 47,9     |
| 2     | Leslie Lewis    | ENG  | 48,0     |
| 3     | David Batten    | NZL  | 48,8     |
| 4     | Derek Pugh      | ENG  |          |
| 5     | Ross Price      | AUS  |          |
| 6     | Jack Sutherland | NZL  |          |

Finale: 11. Februar

### 880-Yards-Lauf
| Platz | Athlet           | Land | Zeit (min) |
| ----- | ---------------- | ---- | ---------- |
| 1     | John Parlett     | ENG  | 1:53,1     |
| 2     | Jack Hutchins    | CAN  | 1:53,4     |
| 3     | Bill Parnell     | CAN  | 1:53,4     |
| 4     | David White      | AUS  | 1:53,7     |
| 5     | Thomas White     | ENG  | 1:53,9     |
| 6     | Clifford Simpson | NZL  | 1:56,0     |
| 7     | Schalk Booysen   | SAF  |            |
| 8     | Neil Wilson      | NZL  |            |

Finale: 7. Februar

### Meilenlauf
| Platz | Athlet           | Land | Zeit (min) |
| ----- | ---------------- | ---- | ---------- |
| 1     | Bill Parnell     | CAN  | 4:11,0     |
| 2     | Len Eyre         | ENG  | 4:11,8     |
| 3     | Maurice Marshall | NZL  | 4:13,2     |
| 4     | John Marks       | AUS  | 4:14,8     |
| 5     | Thomas White     | ENG  | 4:15,0     |
| 6     | Jack Sinclair    | NZL  | 4:20,0     |
| 7     | Don MacMillan    | AUS  |            |
| 8     | Jack Hutchins    | CAN  |            |

Finale: 11. Februar

### Drei-Meilen-Lauf
| Platz | Athlet          | Land | Zeit (min) |
| ----- | --------------- | ---- | ---------- |
| 1     | Len Eyre        | ENG  | 14:23,6    |
| 2     | Harold Nelson   | NZL  | 14:27,8    |
| 3     | Anthony Chivers | ENG  | 14:28,1    |
| 4     | Alan Merrett    | AUS  | 14:34,0    |
| 5     | Ken MacDonald   | AUS  | 14:35,9    |
| 6     | Colin Lousich   | NZL  | 14:41,0    |
| 7     | Les Perry       | AUS  |            |

7. Februar

### Sechs-Meilen-Lauf
| Platz | Athlet          | Land | Zeit (min) |
| ----- | --------------- | ---- | ---------- |
| 1     | Harold Nelson   | NZL  | 30:29,6    |
| 2     | Andrew Forbes   | SCO  | 30:31,9    |
| 3     | Noel Taylor     | NZL  | 30:31,9    |
| 4     | John Davey      | AUS  | 30:34,7    |
| 5     | Alan Merrett    | AUS  | 30:46,3    |
| 6     | Anthony Chivers | ENG  | 31:15,2    |

4. Februar

### Marathon
| Platz | Athlet         | Land | Zeit (h) |
| ----- | -------------- | ---- | -------- |
| 1     | Jack Holden    | ENG  | 2:32:57  |
| 2     | Syd Luyt       | SAF  | 2:37:03  |
| 3     | John Clarke    | NZL  | 2:39:27  |
| 4     | Gordon Stanley | AUS  | 2:40:49  |
| 5     | Tom Richards   | WAL  | 2:42:11  |
| 6     | Paul Collins   | CAN  | 2:45:02  |
| 7     | Gordon Bromley | NZL  | 2:46:51  |
| 8     | George Norman  | CAN  | 2:47:50  |

11. Februar

### 120-Yards-Hürdenlauf
| Platz | Athlet        | Land | Zeit (s) |
| ----- | ------------- | ---- | -------- |
| 1     | Peter Gardner | AUS  | 14,3     |
| 2     | Ray Weinberg  | AUS  | 14,4     |
| 3     | Tom Lavery    | SAF  | 14,6     |
| 4     | Don Finlay    | ENG  | 14,7     |
| 5     | John Holland  | NZL  |          |
| 6     | Lionel Smith  | NZL  |          |

Finale: 9. Februar

### 440-Yards-Hürdenlauf
| Platz | Athlet         | Land | Zeit (s) |
| ----- | -------------- | ---- | -------- |
| 1     | Duncan White   | CEY  | 52,5     |
| 2     | John Holland   | NZL  | 52,7     |
| 3     | Geoff Goodacre | AUS  | 53,1     |
| 4     | George Lubbe   | SAF  |          |
| 5     | Harry Whittle  | ENG  |          |
| 6     | George Gedge   | AUS  |          |

Finale: 7. Februar

### 4-mal-110-Yards-Staffel
| Platz | Land       | Athlet                                                          | Zeit (s) |
| ----- | ---------- | --------------------------------------------------------------- | -------- |
| 1     | Australien | Bill de Gruchy David Johnson Alastair Gordon John Treloar       | 42,2     |
| 2     | England    | Leslie Lewis Brian Shenton Nick Stacey Jack Archer              | 42,5     |
| 3     | Neuseeland | Clem Parker Peter Henderson Keith Beardsley Arthur Eustace      | 42,6     |
| 4     | Ceylon     | Sumana Navaratnam John de Saram Oscar Wijeyasinghe Duncan White |          |

### 4-mal-440-Yards-Staffel
| Platz | Land       | Athlet                                                    | Zeit (min) |
| ----- | ---------- | --------------------------------------------------------- | ---------- |
| 1     | Australien | Ross Price George Gedge James Humphreys Edwin Carr        | 3:17,8     |
| 2     | England    | Terence Higgins John Parlett Derek Pugh Leslie Lewis      | 3:19,3     |
| 3     | Neuseeland | John Holland David Batten Derek Steward Jack Sutherland   | 3:20,0     |
| 4     | Ceylon     | John de Saram Oscar Wijeyasinghe A. Somapala Duncan White | 3,22,8     |
| 5     | Kanada     | Bill LaRochelle Bill Parnell Donald Pettie Jack Hutchins  |            |

### Hochsprung
| Platz | Athlet             | Land | Höhe (m) |
| ----- | ------------------ | ---- | -------- |
| 1     | John Winter        | AUS  | 1,98     |
| 2     | Josiah Majekodunmi | NGR  | 1,95     |
| 2     | Alan Paterson      | SCO  | 1,95     |
| 4     | Johnny Borland     | NZL  | 1,95     |
| 5     | Peter Wells        | ENG  | 1,93     |
| 6     | Ron Pavitt         | ENG  | 1,90     |
| 7     | John Vernon        | AUS  | 1,90     |
| 8     | Doug Stuart        | AUS  | 1,88     |

4. Februar

### Stabhochsprung
| Platz | Athlet          | Land | Höhe (m) |
| ----- | --------------- | ---- | -------- |
| 1     | Tim Anderson    | ENG  | 3,96     |
| 2     | Stan Egerton    | CAN  | 3,96     |
| 3     | Peter Denton    | AUS  | 3,88     |
| 4     | Wallace Heron   | NZL  | 3,88     |
| 5     | Ron Miller      | CAN  | 3,80     |
| 6     | George Martin   | NZL  | 3,73     |
| 7     | Doug Robinson   | CAN  | 3,73     |
| 8     | Mervyn Richards | NZL  | 3,73     |

11. Februar

### Weitsprung
| Platz | Athlet          | Land | Weite (m) |
| ----- | --------------- | ---- | --------- |
| 1     | Neville Price   | SAF  | 7,31      |
| 2     | Bevan Hough     | NZL  | 7,20      |
| 3     | Dave Dephoff    | NZL  | 7,08      |
| 4     | Keith Forsythe  | NZL  | 7,08      |
| 5     | Harry Whittle   | ENG  | 6,91      |
| 6     | Karim Olowu     | NGR  | 6,91      |
| 7     | Mohamed Sheriff | CEY  | 6,55      |

7. Februar

### Dreisprung
| Platz | Athlet          | Land | Weite (m) |
| ----- | --------------- | ---- | --------- |
| 1     | Brian Oliver    | AUS  | 15,61     |
| 2     | Les McKeand     | AUS  | 15,28     |
| 3     | Ian Polmear     | AUS  | 14,67     |
| 4     | Roy Johnson     | NZL  | 14,51     |
| 5     | Keith Forsythe  | NZL  | 14,22     |
| 6     | Graham Jeffries | NZL  | 14,09     |
| 7     | Neville Price   | SAF  | 14,00     |
| 8     | Allan Lindsay   | SCO  | 13,97     |

9. Februar

### Kugelstoßen
| Platz | Athlet           | Land | Weite (m) |
| ----- | ---------------- | ---- | --------- |
| 1     | Mataika Tuicakau | FIJ  | 14,63     |
| 2     | Harold Moody     | ENG  | 13,92     |
| 3     | Leo Roininen     | CAN  | 13,68     |
| 4     | Doug Herman      | NZL  | 13,41     |
| 5     | Keith Morgan     | NZL  | 13,36     |
| 6     | Clyde Main       | NZL  | 12,60     |
| 7     | Duncan Clark     | SCO  | 12,08     |
| 8     | Manasa Nukuvou   | FIJ  | 11,94     |

9. Februar

### Diskuswurf
| Platz | Athlet           | Land | Weite (m) |
| ----- | ---------------- | ---- | --------- |
| 1     | Ian Reed         | AUS  | 47,72     |
| 2     | Mataika Tuicakau | FIJ  | 44,00     |
| 3     | Svein Sigfusson  | CAN  | 43,48     |
| 4     | Keith Pardon     | AUS  | 41,10     |
| 5     | Gus Redmond      | NZL  | 40,44     |
| 6     | Ronald Trangmar  | RHO  | 39,24     |
| 7     | Harold Moody     | ENG  | 39,06     |
| 8     | Max Carr         | NZL  | 38,63     |

7. Februar

### Hammerwurf
| Platz | Athlet        | Land | Weite (m) |
| ----- | ------------- | ---- | --------- |
| 1     | Duncan Clark  | SCO  | 49,94     |
| 2     | Keith Pardon  | AUS  | 47,83     |
| 3     | Herb Barker   | AUS  | 45,62     |
| 4     | Norman Drake  | ENG  | 44,78     |
| 5     | Arthur Fuller | NZL  | 43,65     |
| 6     | Max Carr      | NZL  | 42,84     |
| 7     | James Leckie  | NZL  | 41,60     |
| 8     | Keith Allen   | AUS  | 41,31     |

11. Februar

### Speerwurf
| Platz | Athlet         | Land | Weite (m) |
| ----- | -------------- | ---- | --------- |
| 1     | Leo Roininen   | CAN  | 57,11     |
| 2     | Luke Tunabuna  | FIJ  | 56,02     |
| 3     | Doug Robinson  | CAN  | 55,60     |
| 4     | Antony Hignell | ENG  | 55,34     |
| 5     | Claude Clegg   | NZL  | 53,62     |
| 6     | Stanley Lay    | NZL  | 53,44     |
| 7     | Les McKeand    | AUS  | 50,28     |

11. Februar

## Frauen

### 100-Yards-Lauf
| Platz | Athletin           | Land | Zeit (s) |
| ----- | ------------------ | ---- | -------- |
| 1     | Marjorie Jackson   | AUS  | 10,8     |
| 2     | Shirley Strickland | AUS  | 11,0     |
| 3     | Verna Johnston     | AUS  | 11,1     |
| 4     | Dorothea Parker    | NZL  | 11,2     |
| 5     | Shirley Hardman    | NZL  | 11,3     |
| 6     | Ann Shanley        | AUS  | 11,4     |

Finale: 4. Februar

### 220-Yards-Lauf
| Platz | Athletin           | Land | Zeit (s) |
| ----- | ------------------ | ---- | -------- |
| 1     | Marjorie Jackson   | AUS  | 24,3     |
| 2     | Shirley Strickland | AUS  | 24,5     |
| 3     | Daphne Robb        | SAF  | 24,7     |
| 4     | Dorothea Parker    | NZL  | 24,8     |
| 5     | Verna Johnston     | AUS  | 25,3     |
| 6     | Lesley Rowe        | NZL  |          |

Finale: 9. Februar

### 80-Meter-Hürdenlauf
| Platz | Athletin           | Land | Zeit (s) |
| ----- | ------------------ | ---- | -------- |
| 1     | Shirley Strickland | AUS  | 11,6     |
| 2     | June Schoch        | NZL  | 11,6     |
| 3     | Janet Shackleton   | NZL  | 11,7     |
| 4     | Noeline Gourley    | NZL  | 11,9     |
| 5     | Ann Stalder        | AUS  | 11,9     |
| 6     | Pixie Fletcher     | NZL  |          |

Finale: 9. Februar

### 440-Yards-Staffel (220 + 110 + 110)
| Platz | Land       | Athletinnen                                        | Zeit (s) |
| ----- | ---------- | -------------------------------------------------- | -------- |
| 1     | Australien | Marjorie Jackson Shirley Strickland Verna Johnston | 47,9     |
| 2     | Neuseeland | Lesley Rowe Shirley Hardman Dorothea Parker        | 48,7     |
| 3     | England    | Sylvia Cheeseman Margaret Walker Dorothy Manley    | 50,0     |
| 4     | Kanada     | Eleanor McKenzie Geraldine Bemister Peggy Moore    |          |

### 660-Yards-Staffel (220 + 110 + 220 + 110)
| Platz | Land       | Athletinnen                                                       | Zeit (s) |
| ----- | ---------- | ----------------------------------------------------------------- | -------- |
| 1     | Australien | Shirley Strickland Verna Johnston Marjorie Jackson Ann Shanley    | 1:13,4   |
| 2     | England    | Sylvia Cheeseman Margaret Walker Doris Batter Dorothy Manley      | 1:17,5   |
| 3     | Kanada     | Eleanor McKenzie Geraldine Bemister Patricia Jones Elaine Silburn |          |
|       | Neuseeland | Dorothea Parker Lesley Rowe Ruth Dowman Shirley Hardman           | DQ       |

### Hochsprung
| Platz | Athletin        | Land | Höhe (m) |
| ----- | --------------- | ---- | -------- |
| 1     | Dorothy Tyler   | ENG  | 1,60     |
| 2     | Bertha Crowther | ENG  | 1,60     |
| 3     | Noeline Swinton | NZL  | 1,55     |
| 4     | Dorothy Manley  | ENG  | 1,52     |
| 5     | Joan Morrison   | AUS  | 1,47     |
| 5     | Elaine Silburn  | CAN  | 1,47     |
| 5     | Rosella Thorne  | CAN  | 1,47     |
| 5     | Shirley Gordon  | CAN  | 1,47     |
| 5     | Bev Brewis      | NZL  | 1,47     |

7. Februar

### Weitsprung
| Platz | Athletin        | Land | Weite (m) |
| ----- | --------------- | ---- | --------- |
| 1     | Yvette Williams | NZL  | 5,91      |
| 2     | Judy Canty      | AUS  | 5,78      |
| 3     | Ruth Dowman     | NZL  | 5,74      |
| 4     | Verna Johnston  | AUS  | 5,54      |
| 5     | Elaine Silburn  | CAN  | 5,35      |
| 6     | Edith Anderson  | SCO  | 5,23      |
| 7     | Rosella Thorne  | CAN  | 5,21      |
| 8     | Dorothy Tyler   | ENG  | 5,08      |

11. Februar

### Speerwurf
| Platz | Athletin             | Land | Weite (m) |
| ----- | -------------------- | ---- | --------- |
| 1     | Charlotte MacGibbon  | AUS  | 38,84     |
| 2     | Yvette Williams      | NZL  | 37,96     |
| 3     | Cleone Rivett-Carnac | NZL  | 34,43     |
| 4     | Dorothy Tyler        | ENG  | 32,85     |
| 5     | Bertha Crowther      | ENG  | 26,02     |

9. Februar